# MAFEX
MAFEX Asociación de la Industria Ferroviaria Española ist ein Interessenverband der spanischen Bahnindustrie mit Sitz in Leioa. Mafex wurde 2004 gegründet.
Mafex vertritt die Anliegen von ungefähr 100 Mitgliedsunternehmen mit 30.000 Beschäftigten. Ziel ist die Verbesserung der Wettbewerbsfähigkeit der spanischen Industrie durch Förderung der globalen Präsenz und Förderung von Wettbewerbs- und Innovationsaktivitäten durch Zusammenarbeit und Nutzung gemeinsamer Kapazitäten.
Mitgliedsunternehmen sind unter anderen:
- ABB (Unternehmen)
- Alstom España
- Aquafrisch
- ArcelorMittal España
- AZVI
- Construcciones y Auxiliar de Ferrocarriles (CAF)
- Comsa (Unternehmen)
- Cunext
- Danobat
- Indra Sistemas
- Ineco
- Ingeteam
- Metalocaucho
- Talgo (Unternehmen)
- SICE
- Siemens Mobility
- Stadler Rail Valencia
- Talleres Alegría